# Jacopo da Verona

## Biografia
Jacopo da Verona (Verona, 1355 - mort després de 1443) va ser un pintor italià. Giuseppe Biadego va identificar Jacopo da Verona amb Jacopo quondam Silvestri de S. Cecilia, del qual hi ha documents que en proven la presència a Verona l'any 1388 i que el qualifiquen com a pintor. Va realitzar els frescos de l'interior de l'església de Sant Miquel de Pavia.